# 鄂巴 (电影)
《鄂巴》，是一部1961年缅甸导演漆钦执导的缅甸电影。2019年为庆祝中缅建交70周年和缅甸电影百年，应缅甸方面请求，中国电影资料馆对电影《鄂巴》进行数字修复，并数字修复版将赠予缅方。

## 剧情
影片通过对农民鄂巴一家的遭遇来反映缅甸人民反殖民、反法西斯、争取独立的斗争精神。